# Vultee XP-68
Il Vultee XP-68, designazione aziendale Model 78 e citato talvolta anche come XP-68 Tornado, fu un caccia intercettore d'alta quota concepito dall'azienda aeronautica statunitense Vultee Aircraft nella prima parte degli anni quaranta e rimasto allo stato progettuale.
Sviluppo del contemporaneo Vultee XP-54 "Swoose Goose", ne riproponeva l'aspetto anticonvenzionale, caratterizzato da un gruppo motoelica in configurazione spingente che avrebbe dovuto adottare lo sperimentale motore Wright R-2160, un radiale 42 cilindri a sette stelle raffreddato a liquido, collocato sulla parte posteriore della fusoliera e che forniva il moto a un'elica controrotante.
Quando lo sviluppo del motore fu annullato il 22 novembre 1941, anche l'XP-68 fu cancellato.

## Storia del progetto
Quando nel giugno 1939 lo United States Army, l'esercito degli Stati Uniti d'America, decise di finanziare lo sviluppo di un supermotore sperimentale concepito dalla Curtiss-Wright Corporation e destinato all'uso aeronautico, l'R-2160 dall'insolita architettura radiale a sette file di sei cilindri a stella raffreddati a liquido, gli organi militari esortarono le aziende aeronautiche nazionali a proporre nuovi modelli che ne sfruttassero le potenzialità, esigenza resasi più pressante dallo scoppio della seconda guerra mondiale anche se gli USA decisero inizialmente di non partecipare al conflitto.
L'ufficio tecnico della Vultee Aircraft, che già stava sviluppando un modello di aereo da caccia assolutamente avveniristico per l'epoca, l'XP-54, caratterizzato da una configurazione a doppia trave di coda, con la corta fusoliera dove il propulsore era collocato sulla parte posteriore e in configurazione spingente, decise di sfruttare l'esperienza acquisita nella sua creazione per abbinare alla cellula, originariamente abbinata al motore sperimentale ad H Pratt & Whitney X-1800, l'R-2160 con le opportune modifiche e i necessari interventi di irrobustimento.
Il progetto di massima, indicato dall'azienda come Model 78, proponeva la medesima configurazione di base, gradita alle autorità dell'esercito in quanto erano interessati ad accoppiare il propulsore sperimentale a un aereo altrettanto sperimentale. Dopo aver ottenuto l'approvazione dello US Army, e dal luglio 1941 la denominazione ufficiale XP-68, l'azienda avviò i lavori di adattamento del propulsore, potenzialmente in grado di erogare una potenza pari a 2 350 hp (1 752 kW) e che passavano a 2 500 hp (1 864 kW) installando un turbocompressore.
Il progetto era relativo a un monoplano dall'apertura alare di 14,02 m (46 ft 0 in), una lunghezza complessiva di 14,63 m (48 ft 0 in) e una massa pari a 3 855,54 kg (8 500 lb). L'armamento offensivo inizialmente previsto dai disegni originali prevedeva una potenza di fuoco affidata a ben nove mitragliatrici, in seguito poi ridotte a sei Browning calibro .50 in, tutte da collocare all'estremità anteriore della fusoliera.
La realizzazione di un prototipo da avviare alle prove di volo di valutazione era in corso già nel 1941, tuttavia le crescenti tensioni tra gli Stati Uniti e l'Impero giapponese consigliarono le autorità militari di dirottare gli sforzi per lo sviluppo di modelli meno estremi, e il 22 novembre di quell'anno, a qualche settimana dall'attacco di Pearl Harbor che di conseguenza sancì l'entrata in guerra degli Stati Uniti, i lavori di sviluppo sul motore e sul futuro XP-68 furono annullati, esortando la Vultee a proseguire lo sviluppo del meno rischioso XP-54 e a concentrarsi sulla produzione degli altri modelli militari Vultee già in linea.
Il progetto dell'XP-54 riuscì poi a superare la fase progettuale, concretizzandosi in due prototipi, che conservavano la possibilità di essere equipaggiati con il motore R-2160, il primo dei quali volò il 15 gennaio 1943; tuttavia anche questo programma si arenò, sia per i ritardi in ambito tecnico che per le prestazioni offerte dai prototipi, inferiori alle aspettative e che non giustificavano ulteriori investimenti.

### Annotazioni
1. ↑  Il prefisso X (eXperimental) davanti alla P (di Pursuit, cacciatore) era impiegato per indicare un modello sperimentale o i prototipi del velivolo che, privo della X, indicava quelli avviati alla produzione in serie.
2. ↑  L'attacco venne sferrato all'alba del 7 dicembre 1941.

### Fonti
1. 1 2 3  Baugher 1999, Vultee XP-68.
2. 1 2 3 4 5  Military Factory, Vultee XP-68 Tornado (Swoose Goose).